# 安波 (音乐家)
安波（1915年—1965年6月18日），原名刘清禄，男，山东牟平人，中国作曲家、音乐学家，中国音乐家协会理事，中国音乐学院原院长。